# Левин, Евгений Александрович
Евгений Алексеевич Левин (род. 26 июня 1990) — российский шахматист, гроссмейстер (2010).
В составе сборной России победитель 6-го командного чемпионата Европы среди юношей до 18 лет (2006) в Балатонлелле. Также выиграл бронзовую медаль в индивидуальном зачёте.
В составе команды «Клуб им. М. И. Чигорина» участник 4-х командных чемпионатов России (2009—2011, 2013). Лучший результат — бронзовая медаль в индивидуальном зачёте (2010).
Участник 3-х личных чемпионатов Европы (2009—2011).

## Спортивные достижения
| Год  | Город           | Турнир                | + | − | = | Результат | Место |
| ---- | --------------- | --------------------- | - | - | - | --------- | ----- |
| 2009 | Петергоф        | Петровская ладья      | 5 | 0 | 5 | 7½ из 10  | [ 1 ] |
| 2010 | Санкт-Петербург | Мемориал М. Чигорина  | 4 | 1 | 4 | 6 из 9    | [ 2 ] |
|      | Риека           | 11-й чемпионат Европы | 3 | 1 | 5 | 5½ из 9   | [ 3 ] |

## Изменения рейтинга
| Графики недоступны из-за технических проблем. См. информацию на Фабрикаторе и на mediawiki.org. |